# 田原市立野田小学校
田原市立野田小学校（たはらしりつ のだしょうがっこう）は、愛知県田原市野田町にある公立小学校。

## 概要
- 旧・渥美郡野田村の小学校である。
- 野田町、仁崎町、芦町、ほると台が校区であり、公立中学校に進学する場合は田原市立田原中学校へ進学する [1]。

## 沿革
- 1873年（明治6年）10月 - 第10中学区内第60番野田学校として開校する。法華寺[2]を仮校舎とする。
- 1876年（明治9年）3月 - 校舎を新築し移転。
- 1879年（明治12年）12月 - 仁崎村に仁崎学校が開校する。
- 1880年（明治13年）9月 - 野田学校が野田村字籠田65の1に校舎を新築し、移転。第10中学区内第36番野田学校に改称する。
- 1887年（明治20年）4月 - 仁崎学校と大久保学校が野田学校に統合される。野田村、芦村、仁崎村、大久保村の四か村合同学校となり、尋常小学野田学校に改称する。旧・仁崎学校が仁崎分教場、旧・大久保学校が大久保分教場となる。
- 1889年（明治22年）10月1日 - 野田村、芦村、仁崎村、大久保村が合併し、野田村が発足。
- 1891年（明治23年）4月15日 - 野田村から大久保村が分立する。
- 1891年（明治24年） - 野田尋常小学校に改称する。仁崎分教場が仁崎尋常小学校、大久保分教場が大久保尋常小学校[3]として分離独立する。
- 1892年（明治25年） - 高等科を設置し、野田尋常高等小学校に改称する。
- 1910年（明治43年） - 仁崎尋常小学校を統合する。
- 1918年（大正7年） - 農業補習学校を併設する。
- 1941年（昭和16年）4月1日 - 野田村野田国民学校に改称する。
- 1947年（昭和22年）4月1日 - 野田村立野田小学校に改称する。
- 1955年（昭和30年）1月1日 - 田原町、野田村、神戸村と合併し、改めて田原町となる。同時に田原町立野田小学校に改称する。
- 1962年（昭和37年） - 新校舎（鉄筋コンクリート造）が完成する。
- 1963年（昭和38年） - 校舎を増築する。
- 1973年（昭和48年） - 屋内運動場が完成する。
- 1977年（昭和52年） - プールが完成する。
- 1983年（昭和58年）4月 - 渥美郡田原町と北設楽郡津具村との交流が開始され、野田小学校と津具村立津具小学校との交流が始まる。
- 2003年（平成15年）8月20日 - 田原町が赤羽根町を編入し市制施行。田原市が発足。同時に田原市立野田小学校に改称する。
- 2006年（平成18年）3月 - 前年10月に津具村と設楽町との合併で設楽町が発足した影響により、津具小学校との交流が休止となる。
- 2008年（平成20年）9月1日 - 現在地に新校舎が完成し、移転する。
- 2016年（平成28年）2月28日 - 新体育館が完成する。

## 交通アクセス
- 豊鉄バス伊良湖本線「野田」バス停より徒歩約3分。

東海道新幹線東海道本線飯田線豊橋駅（東口・豊橋駅バスセンター）より豊鉄バス伊良湖本線「伊良湖岬」行。
豊橋鉄道渥美線三河田原駅より豊鉄バス伊良湖本線「保美」（江比間経由）、「伊良湖岬」行。
- 田原市ぐるりんバスサンテパルク線「野田小学校前」バス停より徒歩すぐ。

## 周辺施設
- サンテパルクたはら
- 馬草港
- 野田市民館